# Pilareta
Pilareta (Servisch cyrillisch Пиларета) is een plaats in de Servische gemeente Novi Pazar. De plaats telt 26 inwoners (2002).